# BackTrack
BackTrack é um sistema operacional Linux baseado no Ubuntu. É focado em testes de seguranças e testes de penetração (pen tests), muito apreciada por hackers e analistas de segurança, podendo ser iniciado diretamente pelo CD (sem necessidade de instalar em disco), mídia removível (pendrive), máquinas virtuais ou direto no disco rígido. Em 22 de janeiro de 2013, a Offensive Security anunciou o fim do suporte para o BackTrack, sendo substituído pelo Kali Linux, baseado no Debian.

## História e descrição
Foi evoluído da combinação de duas distribuições bem difundidas - Whax e Auditor Security Collection. Juntando forças e substituindo essas distribuições, BackTrack ganhou uma popularidade massiva e foi eleito em 2006 como a Distribuição Live de Segurança número 1 em sua categoria, e 32º no geral, pela Insecure.org. Profissionais de segurança, assim como novatos, estão usando BackTrack como seu kit de ferramentas favorito pelo mundo todo.
BackTrack tem uma longa história e foi baseado em várias distribuições de Linux diferentes até agora ser baseado em uma distribuição Linux Slackware e os scripts do live CD correspondentes por Tomas M. (www.slax.org). Cada pacote, configuração de núcleo e script é otimizado para ser utilizado pelos testadores de penetração de segurança. Patches e automação têm sido adicionados, aplicados e desenvolvidos para oferecer um ambiente organizado e pronto para a viagem.
Após ter chegado em um procedimento de desenvolvimento estável durante os últimos lançamentos, e consolidando feedbacks e complementos, o time focou-se em dar suporte a mais dispositivos de hardware, e novos dispositivos, bem como oferecer mais flexibilidade e modularidade por meio da reestruturação de processos de construção e manutenção. Com a atual versão, a maioria das aplicações são construídas como módulos individuais que ajudam a acelerar os lançamentos de manutenção e correções.
Por Metasploit ser uma das ferramentas-chave para a maioria dos analistas, ele é estreitamente integrado no BackTrack e ambos os projetos colaboram juntos para sempre providenciar uma implementação detalhada do Metasploit dentro das imagens do CD-Rom do BackTrack ou nas futuras imagens de virtualização mantidas e distribuições da remote-exploit.org (como aplicações de imagens VMWare).
Ser superior e fácil de usar é a chave para um bom Live-CD de segurança. Pega-se coisas um passo adiante e alinha o BackTrack às metodologias de teste de penetração e frameworks de avaliação (ISSAF e OSSTMM). Isso irá ajudar nossos usuários profissionais durante seus pesadelos de relatório diário.
Atualmente BackTrack consiste de mais de 300 ferramentas diferentes e atualizadas, que são logicamente estruturadas de acordo com o fluxo de trabalho de profissionais de segurança. Essa estrutura permite até novatos encontrar as ferramentas relacionadas a uma tarefa específica para ser cumprida. Novas tecnologias e técnicas de teste são combinadas no BackTrack o mais rápido possível para mantê-lo actualizado.
Nenhuma plataforma de análise comercial ou livremente disponível oferece um nível equivalente de usabilidade com configuração automática e foco em testes de penetração.

## Versões disponibilizadas
| Data                    | Versão                                            |
| ----------------------- | ------------------------------------------------- |
| 26 de Maio de 2006      | BackTrack 1.0 Final.                              |
| 13 de Outubro de 2006   | BackTrack 2 Public Beta 1.                        |
| 19 de Novembro de 2006  | BackTrack 2 Public Beta 2.                        |
| 6 de Março de 2007      | BackTrack 2 Final.                                |
| 14 de Dezembro de 2007  | BackTrack 3 Beta.                                 |
| 19 de Junho de 2008     | BackTrack 3 Final.                                |
| 11 de Fevereiro de 2009 | BackTrack 4 Beta Pre Release. (Baseado no Debian) |
| 19 de Junho de 2009     | BackTrack 4 Pre Release.                          |
| 11 de Janeiro de 2010   | BackTrack 4 Final Release.                        |
| 10 de Maio de 2011      | BackTrack 5 Final Release.                        |
| 10 de Agosto de 2011    | BackTrack 5 Release 1                             |
| 01 de Março de 2012     | BackTrack 5 R2 Released                           |
| 13 de Agosto de 2012    | BackTrack 5 R3 Released                           |

## Lista de Ferramentas do BackTrack[13]

### Coleta de Informações
- Ass
- DMitry
- DNS-Ptr
- dnswalk
- dns-bruteforce
- dnsenum
- dnsmap
- DNSPredict
- Finger Google
- Firewalk
- Goog Mail Enum
- Google-search
- Googrape
- Gooscan
- Host
- Itrace
- Netenum
- Netmask
- Pirana
- Protos
- QGoogle
- Relay Scanner
- SMTP-Vrfy
- TCtrace

### Mapeamento de Rede
- Amap 5.2
- Ass
- Autoscan 0.99_R1
- Fping
- Hping
- IKE-Scan
- IKEProbe
- Netdiscover
- Nmap
- NmapFE
- P0f
- PSK-Crack
- Ping
- Protos
- Scanrand
- SinFP
- Umit
- UnicornScan
- UnicornScan pgsql 0.4.6e module version 1.03
- XProbe2

#### PBNJ 2.04
- OutputPBNJ
- ScanPBNJ
- Genlist

### Identificação de vulnerabilidade
- Absinthe
- Bed
- CIRT Fuzzer
- Checkpwd
- Cisco Auditing Tool
- Cisco Enable Bruteforcer
- Cisco Global Exploiter
- Cisco OCS Mass Scanner
- Cisco Scanner
- Cisco Torch
- Curl
- Fuzzer 1.2
- GFI LanGuard 2.0
- GetSids
- HTTP PUT
- Halberd
- Httprint
- Httprint GUI
- ISR-Form
- Jbrofuzz
- List-Urls
- Lynx
- Merge Router Config
- Metacoretex
- Metoscan
- Mezcal
- Mibble MIB Browser
- Mistress
- Nikto
- OAT
- Onesixtyone
- OpenSSL-Scanner
- Paros Proxy
- Peach
- RPCDump
- RevHosts
- SMB Bruteforcer
- SMB Client
- SMB Serverscan
- SMB-NAT
- SMBdumpusers
- SMBgetserverinfo
- SNMP Scanner
- SNMP Walk
- SQL Inject
- SQL Scanner
- SQLLibf
- SQLbrute
- Sidguess
- Smb4K
- Snmpcheck
- Snmp Enum
- Spike
- Stompy
- SuperScan
- TNScmd
- Taof
- VNC_bypauth
- Wapiti
- Yersinia
- sqlanlz
- sqldict
- sqldumplogins
- sqlquery
- sqlupload

### Penetração
- Framework3-MsfC
- Framework3-MsfUpdate
- Framework3-Msfcli
- Framework3-Msfweb
- Init Pgsql (autopwn)
- Milw0rm Archive
- MsfCli
- MsfConsole
- MsfUpdate
- OpenSSL-To-Open
- Update Milw0rm

### Escalação de Privilégio
- Ascend attacker
- CDP Spoofer
- Cisco Enable Bruteforcer
- Crunch Dictgen
- DHCPX Flooder
- DNSspoof
- Driftnet
- Dsniff
- Etherape
- EtterCap
- File2Cable
- HSRP Spoofer
- Hash Collision
- Httpcapture
- Hydra
- Hydra GTK
- ICMP Redirect
- ICMPush
- IGRP Spoofer
- IRDP Responder
- IRDP Spoofer
- John the Ripper
- Lodowep
- Mailsnarf
- Medusa
- Msgsnarf
- Nemesis Spoofer
- NetSed
- Netenum
- Netmask
- Ntop
- PHoss
- PackETH
- Rcrack
- SIPdump
- SMB Sniffer
- Sing
- TFTP-Brute
- THC PPTP
- TcPick
- URLsnarf
- VNCrack
- WebCrack
- Wireshark
- Wireshark Wifi
- WyD
- XSpy
- chntpw

### Mantendo Acesso
- 3proxy
- Backdoors
- Matahari
- CryptCat
- HttpTunnel Client
- HttpTunnel Server
- ICMPTX
- Iodine
- NSTX
- Privoxy
- ProxyTunnel
- Rinetd
- TinyProxy
- sbd
- socat

### Cobrindo Rastros
- Housekeeping

### Análise de Rede de Rádio

#### 802.11
- AFrag
- ASLeap
- Air Crack
- Air Decap
- Air Replay
- Airmon Script
- Airpwn
- AirSnarf
- Airodump
- Airoscript
- Airsnort
- CowPatty
- FakeAP
- GenKeys
- Genpmk
- Hotspotter
- Karma
- Kismet
- Load IPW3945
- Load acx100568
- MDK2sss
- MDK2 for Broadcom
- MacChangerss
- Unload Driversss
- Wep_cracks
- Wep_decrypts
- WifiTaps
- Wicrawls
- Wlassistants

#### Bluetooth
- Bluebugger
- Blueprint
- Bluesnarfer
- Btscanner
- Carwhisperer
- CuteCom
- Ghettotooth
- HCIDump
- Ussp-Push

### Análise VOIP & Telefonia
- PcapSipDump
- PcapToSip_RTP
- SIPSak
- SIPcrack
- SIPdump
- SIPp
- Smap

### Forense Digital
- Allin1
- Autopsy
- DCFLDD
- DD_Rescue
- Foremost
- Magicrescue
- Mboxgrep
- Memfetch
- Memfetch Find
- Pasco
- Rootkithunter
- Sleuthkit
- Vinetto

### Engenharia Reversa
- GDB GNU Debugger
- GDB Console GUI
- GDB Server
- GNU DDD
- Hexdump
- Hexedit
- OllyDBG

### Serviços
- SNORT